# به من تکیه کن (ترانه کورتنی لاو)
«به من تکیه کن» (به انگلیسی: Hold On to Me) ترانه‌ای از خوانندهٔ آمریکایی کورتنی لاو می‌باشد که در نخستین آلبوم استودیویی وی تحت عنوان عزیزکردهٔ آمریکا (۲۰۰۴) قرار دارد. این ترانه در ۳۰ مارس سال ۲۰۰۴ به‌عنوان دومین تک‌آهنگ آلبوم از سوی ویرجین رکوردز منتشر گردید. این انتشار نزدیک به یک ماه پس از «مونو»، اولین تک‌آهنگ آلبوم، صورت گرفت، اما نتوانست موفقیت تجاری چشم‌گیری کسب کند.

## پیش‌زمینه و تولید
«به من تکیه کن» یکی از نخستین قطعاتی بود که برای عزیزکردهٔ آمریکا نوشته شد و گفته می‌شود که از سال ۲۰۰۱ نوشته و اجرا می‌شده است. این قطعه یکی از معدود ترانه‌هایی بود که در نسخهٔ اولیهٔ آلبوم گنجانده شده بود، پیش از آن‌که آلبوم مجدداً ضبط شود. نسخهٔ نهایی این ترانه – که در آلبوم و نسخهٔ تک‌آهنگ آن منتشر شد – در سال ۲۰۰۳ در میراوال استودیو، واقع در یک شاتو در جنوب فرانسه، ضبط شد.
با این حال، این تک‌آهنگ هیچ‌گاه انتشار رسمی و درستی پیدا نکرد؛ چرا که اتفاقاتی در زندگی شخصی لاو مانع از آن شد که بتواند از آن حمایت تبلیغاتی کند یا موزیک ویدیوئی برای آن بسازد. سامانتا مالونی درامر و عضو پیشین هول، در این اثر درام نواخت. همچنین این ترانه جزو قطعاتی از آلبوم بود که تا مدتی در پایگاه‌های رسمی جمع‌آوری حق مؤلف (بی‌ام‌آی و اسکپ) ثبت نشده بودند؛ اما این مشکل در سال ۲۰۰۶ حل شد.